# ان‌جی‌سی ۳۴۶
ان‌جی‌سی ۳۴۶ (به انگلیسی: NGC 346) یک خوشه ستاره‌ای باز همراه با سحابی کنارش واقع شده در ابر ماژلانی کوچک که در صورت فلکی توکان قرار گرفته‌است. این مجموعه شامل ستاره اچ‌دی ۵۹۸۰ که درخشان‌ترین ستاره در SMC است، نیز می‌شود.
تلسکوپ “هابل” (Hubble)، یک ساختار مارپیچی خیره‌کننده را در مرکز یک مهد ستاره‌ای کشف کرده است که در فاصله ۲۰۰ هزار سال نوری از زمین قرار دارد. ستاره‌های جوان را می‌توان به شکل مارپیچ در مرکز یک خوشه بزرگ از ستاره‌ها به نام “ان‌جی‌سی ۳۴۶” (NGC 346) مشاهده کرد که در “ابر ماژلانی کوچک” (Small Magellanic Cloud) واقع شده است. ابر ماژلانی کوچک، یک کهکشان اقماری در راه شیری ما است و یکی از نزدیک‌ترین همسایگان کهکشانی ما به شمار می‌رود. پژوهشگران با استفاده از نیروی تلسکوپ هابل ناسا و تلسکوپ “وی‌ال‌تی” (VLT) متعلق به “رصدخانه جنوبی اروپا” (ESO) به این نتیجه رسیده‌اند که بازوی بیرونی مارپیچ ممکن است شکل‌گیری ستاره‌ها را با حرکت دادن گاز و ستارگان مشابه حرکت رودخانه تغذیه کند. شکل منحصربه‌فرد این مهد ستاره‌ای مدت‌هاست که اخترشناسان را متحیر کرده است. برای کشف رفتار این آشیانه ستاره‌ای مرموز، به قدرت ترکیبی تلسکوپ فضایی هابل ناسا و تلسکوپ وی‌ال‌تی رصدخانه جنوبی اروپا نیاز بود.

NGC 346

1. ↑  «سرنخ‌های ساختار مارپیچی ستاره‌ای در مورد شکل‌گیری جهان - تلسکوپ جیمز وب». ۲۰۲۲-۰۹-۱۱. دریافت‌شده در ۲۰۲۲-۰۹-۱۱.